# Чопанов, Мурад Османович
Мурад Османович Чопанов (род. 18 сентября 1998) — российский дзюдоист, серебряный призёр чемпионата Европы 2025 года, призёр чемпионата России по дзюдо. Мастер спорта России международного класса.

## Спортивная карьера
Является воспитанником дагестанской школы дзюдо. Первый тренер — Агаев Руслан Вагидович, начинал тренировать его в городе Ахтубинск, Астраханской области. В ноябре 2017 стал бронзовым призёром первенства России по дзюдо среди молодёжи до 21 года. В апреле 2018 года стал победителем Кубка Европы среди юниоров до 21 года в Санкт-Петербурге. В мае 2018 года стал победителем СФО. В сентябре 2019 года стал бронзовым призёром чемпионата России в Назрани. В ноябре 2019 года победил на первенстве Европы по дзюдо среди юниоров до 23 лет в Ижевске. 23 апреля 2025 года на чемпионате Европы в Подгорице в статусе нейтрального атлета завоевал серебряную медаль. В финальной схватке уступил сопернику из Франции Дайкии Бубе.

## Спортивные результаты
- Чемпионат России по дзюдо 2019 — ;
- Чемпионат Европы по дзюдо 2025 — ;